# La Légende de la perle du dragon

La Légende de la perle du Dragon (en chinois : 龙珠 传奇) est une série télévisée chinoise de 2017 avec Yang Zi, Qin Junjie, Shu Chang et Mao Zijun. La série a été créée pour la première fois sur Anhui TV et Beijing TV le 8 mai 2017. Deux épisodes par jour ont été diffusés du lundi au mercredi à 22h00 (CST). Les membres VIP de Youku ont accès à 12 épisodes par semaine, diffusés tous les dimanches à 3h00 (CST).

## Casting

### Personnages principaux
- Yang Zi dans le rôle de Li Yihuan : la dernière princesse de la dynastie Ming. Ayant été échangée à la naissance, elle est élevée en tant que fille de Li Dingguo sans connaître sa véritable identité. Dans l'espoir de réparer les torts, elle a été fiancée à Zhu Cixuan afin qu'elle devienne reine par le mariage. En grandissant, elle est entourée de mentors et d'amis qui ont consacré toute leur vie à faire tomber la dynastie Qing. Pour des raisons de santé, elle est dispensée d'une formation et de cours rigoureux tout au long de son enfance, tout en maintenant son moi enjoué et gai. Un jour où elle se faufile à la maison, elle rencontre l'empereur Kangxi, incognito d'homme ordinaire, et se lie d'amitié avec lui. En dépit d'être aligné avec le régiment anti-Qing, Yihuan ne souhaite que mener une vie simple et sans soucis. Alors qu'elle passe plus de temps avec Kangxi, elle se rend compte qu'il est un dirigeant juste et abandonne peu à peu ses projets de vengeance[2].
- Qin Junjie dans le rôle de l'empereur Kangxi : le jeune empereur de la dynastie Qing. En raison de son jeune âge et de son manque d’expérience, il n’a pas encore obtenu assez de poids pour avoir son mot à dire sur les questions concernant la nation, mais il est intelligent, malléable et déterminé à attendre son heure pour vaincre Oboi. Il se déguise en un garde impérial nommé Longsan pour s'infiltrer parmi son peuple et comprendre ses sentiments. Un jour où il était déguisé en Longsan, il rencontre Yihuan alors qu'elle était habillée en garçon et ils deviennent rapidement amis, puis frères assermentés[2].
- Shu Chang dans le rôle de Xue Qingcheng / Shu Wanxin : l'ami d'enfance proche de Yihuan. Elle est belle, réservée et très capable de ce qu'elle fait. Elle est amoureuse de Zhu Cixuan, pourtant il n'a d'yeux que pour Yihuan. Pour infiltrer le palais, elle adopte l'identité de Shu Wanxin, la fille d'un fonctionnaire de la dynastie Qing, et épouse Kangxi en tant qu'une de ses concubines[2].
- Mao Zijun dans le rôle de Zhu Cixuan / Li Jianqing : le prince héritier de la dynastie Ming. Commuté à la naissance, il est en fait le fils de Li Dingguo. Il est intelligent, pondéré et exemplaire en tant que figure de proue qui a été chargé de redonner à la nation le ton de la vie dès son plus jeune âge. Étant donné son mariage arrangé avec Yihuan, il l'a toujours vue comme son épouse et partenaire mais est dévasté lorsqu'il réalise que Yihuan aime Kangxi[2].

### Personnages secondaire
Les gens du Canyon de la perle du dragon
- Il Zhonghua dans le rôle de Li Dingguo : l'ancien grand général Ming. Un homme patriote et loyal qui est prêt à tout sacrifier pour son pays.
- Han Chengyu dans le rôle de Ye Mosheng : l'ami d'enfance de Yihuan qui est secrètement amoureux d'elle et devient téméraire et impulsif dans tout ce qui la concerne. Sa trop grande vigilance envers elle cause des problèmes entre lui et Zhu Cixuan[2].
- Sun Wei dans le rôle de Fan Qianying : l'ami d'enfance de Yihuan. Son visage a été défiguré par un ours depuis son plus jeune âge, ce qui l'a rendue incertaine quant à son apparence. Elle tombe amoureuse de Wu Yingqi tout en s'acquittant de sa mission.
- Zhang Dan dans le rôle de Chen Shengnan
- Canti Lau dans le rôle de Fan Li
- Xiu Qing dans le rôle de Ye Mingzhang
- Tong Tong dans le rôle de Tang Yishou
- Jiang Hong dans le rôle du guerrier vêtu de neige

Les gens de la dynastie Qing
- Siqin Gaowa dans le rôle de l'impératrice douairière Xiaozhuang
- Zhang Weina dans le rôle de l'impératrice Xiaochengren
- Il Zhonghua dans le rôle de Li Defu : eunuque personnel de Kangxi, qui a été empoisonné par Oboi et forcé d'espionner pour lui. Il est également le frère jumeau de Li Dingguo. Bien que réticent à aider son frère à renverser la dynastie Qing, il veille secrètement sur Yihuan et Zhu Cixuan dans le palais.
- Lu Xingyu dans le rôle de Songgotu
- Xiao Rongsheng dans le rôle de Oboi
- Liu Liwei dans le rôle de Wu Sangui
- Liu Xueyi dans le rôle de Wu Yingqi : le deuxième fils de Wu Sangui. Un homme de cœur et doux, qui tombe amoureux de Fan Qianying malgré la cicatrice sur son visage
- Wang Yichan dans le rôle de Lady Qin, épouse de Wu Sangui.
- Li Zan dans le rôle de Shi Qinghong : le garde du corps personnel de Wu Yingqi. Il a empoisonné et tué Shu Jian pour l'empêcher de divulguer des informations importantes à Kangxi.
- Xie Ning dans le rôle de Liu Dezhao : un fonctionnaire diabolique et complice qui utilise des méthodes peu scrupuleuses pour voler les biens et les céréales du villageois.
- Dai Zixiang dans le rôle de Meng Xianghe : le garde du corps personnel de Liu Dezhao qui a été chargé de le protéger pendant 10 ans. Il est aussi l'amant de Shu Wanxin.
- Cheng Cheng dans le rôle de Qiu Gui : le beau-frère de Liu Dezhao et son compagnon complice.
- Guo Ruixi dans le rôle de Lady Qiu, épouse de Liu Dezhao.
- Wang Yao dans le rôle de Shu Jian : un responsable loyal qui a été tué en tentant de dénoncer les actes pervers de Wu Sangui et Liu Dezhao à Kangxi. Il est aussi le père de Shu Wanxin.
- Huang Haibing dans le rôle de l'empereur Yongli
- Wen Chunxiao dans le rôle de l'impératrice Wang
- Huang Juan dans le rôle de Lady Jin, épouse de Li Dingguo.
- Ren Jialun dans le rôle de Li Sixing : le fils de Li Dingguo, porté disparu après avoir vu son père tuer sa mère et sa sœur.
- Zhou Tao dans le rôle de Sun Fu : le lieutenant officiel de Li Sixing. Après le départ de Li Sixing, il se soumet à la dynastie Qing et devient un magistrat.

## Bande sonore
| 1. | Bright Pearl (明珠)                           |  |
| 2. | A Lifetime of Hurt (半世真一世伤)             |  |
| 3. | Si Wu Lai (思无来)                            |  |
| 4. | Beautiful Snow (雪倾城)                       |  |
| 5. | Yi Jian Mei (一剪梅)                          |  |
| 6. | The World in between your Eyebrows (天地眉间) |  |